# Półcentówka USA
Półcentówka (ang. half cent) - amerykańska moneta bita w latach 1793-1857 o wartości 0,005 dolara amerykańskiego. Jest to najmniejszy nominał produkowany przez Mennice Stanów Zjednoczonych. Moneta była produkowana w pięciu różnych wariantach. 

## Historia
Moneta została zatwierdzona  przez Kongres Stanów Zjednoczonych 2 kwietnia 1792 roku wraz dziewięcioma innymi monetami na mocy ustawy wprowadzającej nową walutę (Coinage Act of 2 April 1792). Jej masa i skład zostały ustalone 5,5 dwt (8,55 g) czystej miedzi.  Przed rozpoczęciem produkcji 14 lipca 1793 roku wydano ustawę zmniejszającą zawartość miedzi do 104 gr (6,74 g), a następnie 29 stycznia 1796 roku ponownie zmniejszono masę miedzi zawartej w monecie do 3 dtw i 12 gr (5,44 g). 
Średnica monety zmieniała się w czasie. W 1793 wynosiła 22 mm, w latach 1794-1836 23,5 mm, a od 1840 do roku końca produkcji 23 mm. 
21 lutego 1857 roku Kongres przegłosował ustawę kończącą produkcję półcentówki oraz dużego centa bitych w czystej miedzi na rzecz nowego małego centa wykonanego ze stopu 88% miedzi i 12% niklu.

## Warianty

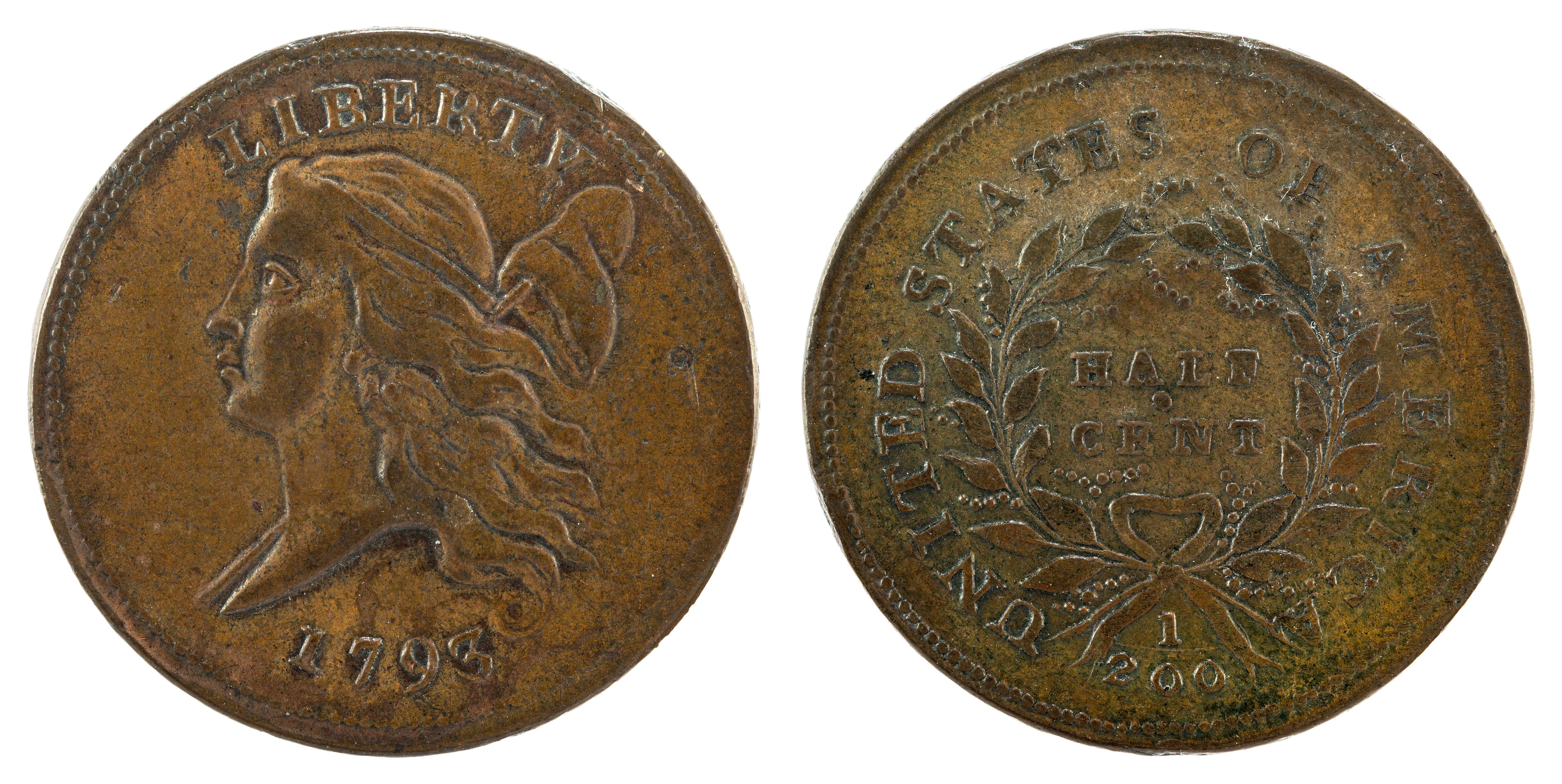
Liberty Cap z twarzą odwróconą w lewo

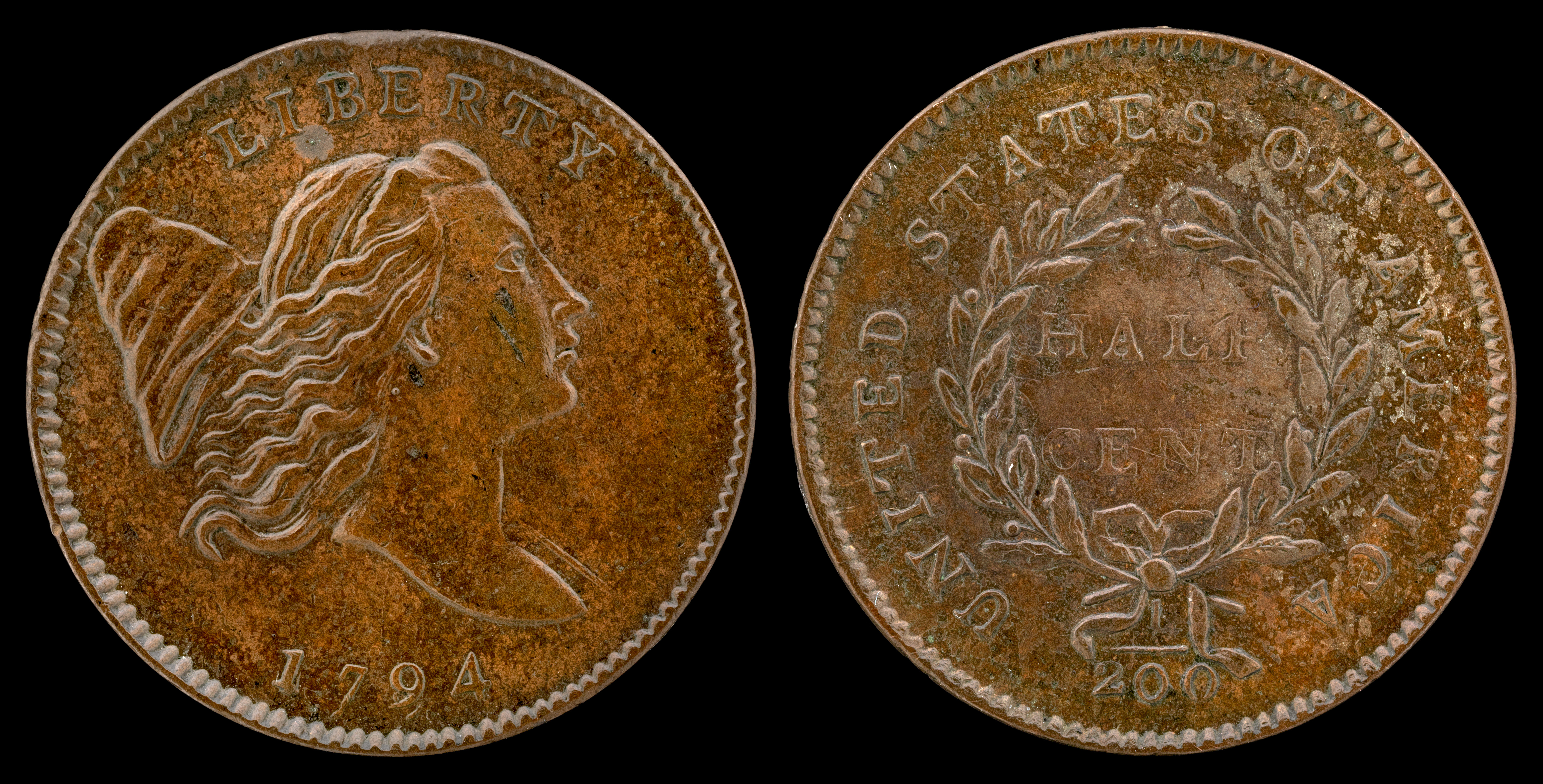
Liberty Cap z twarzą odwróconą w prawo

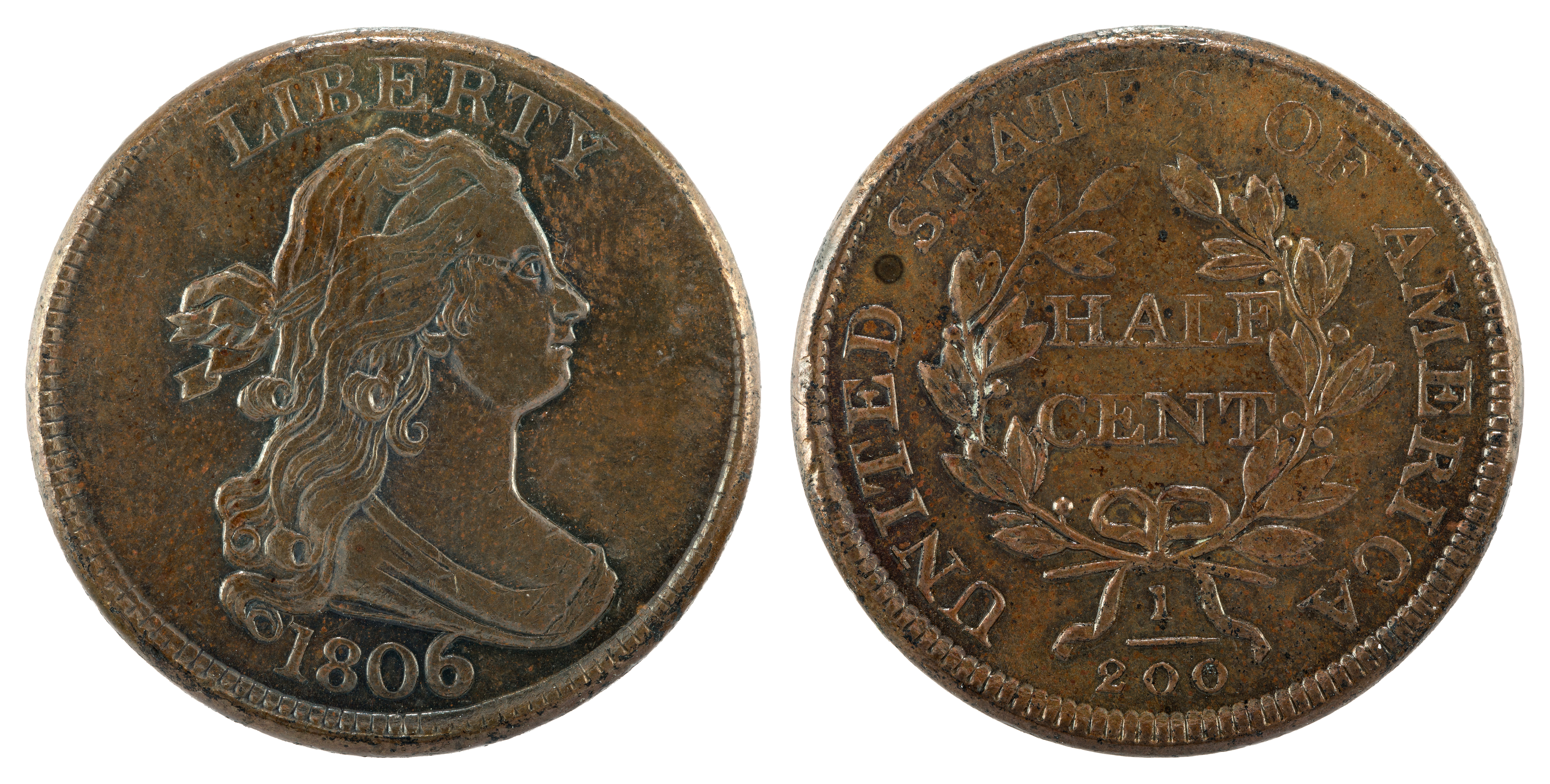
Draped Bust

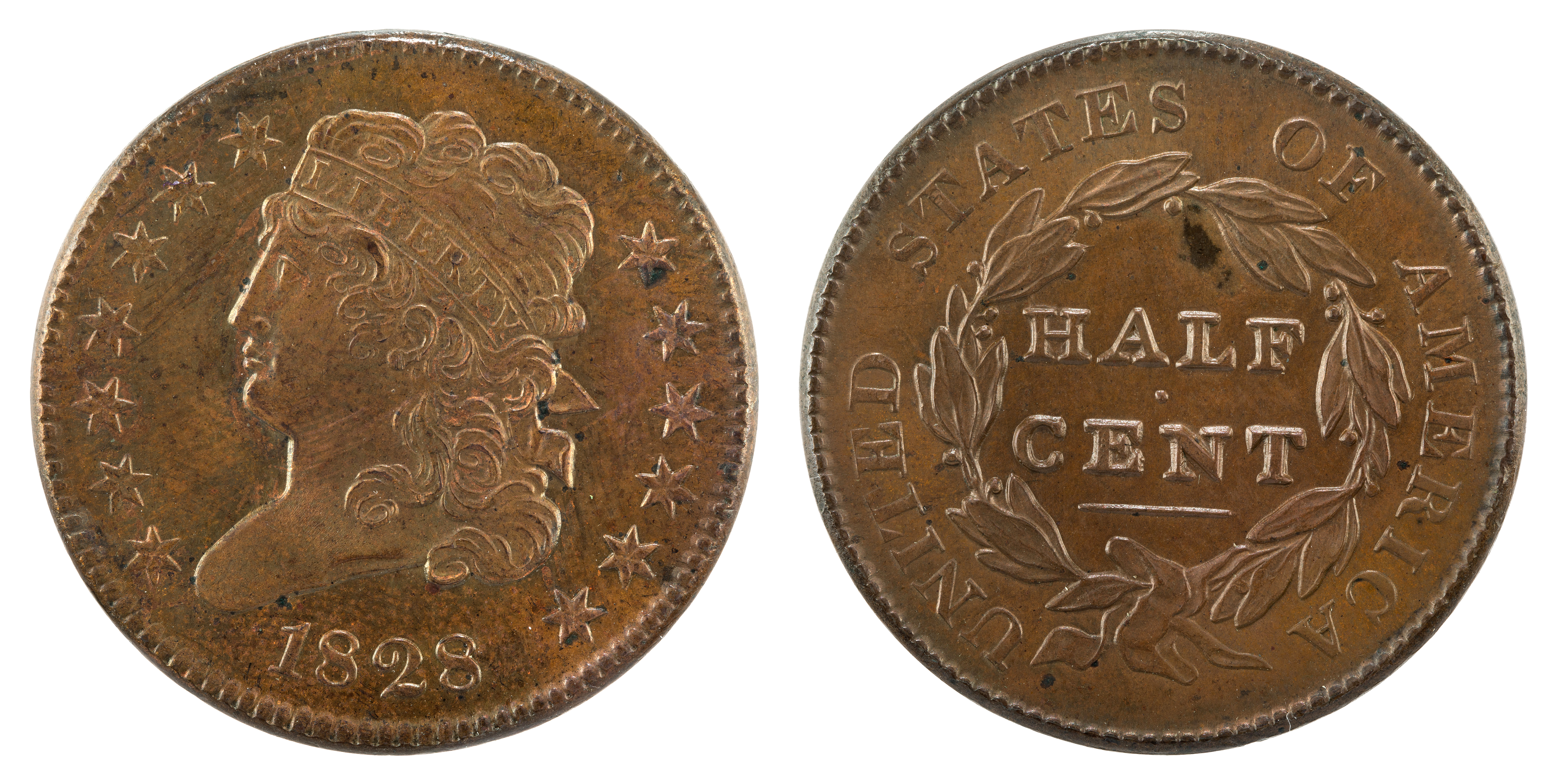
Classic Head

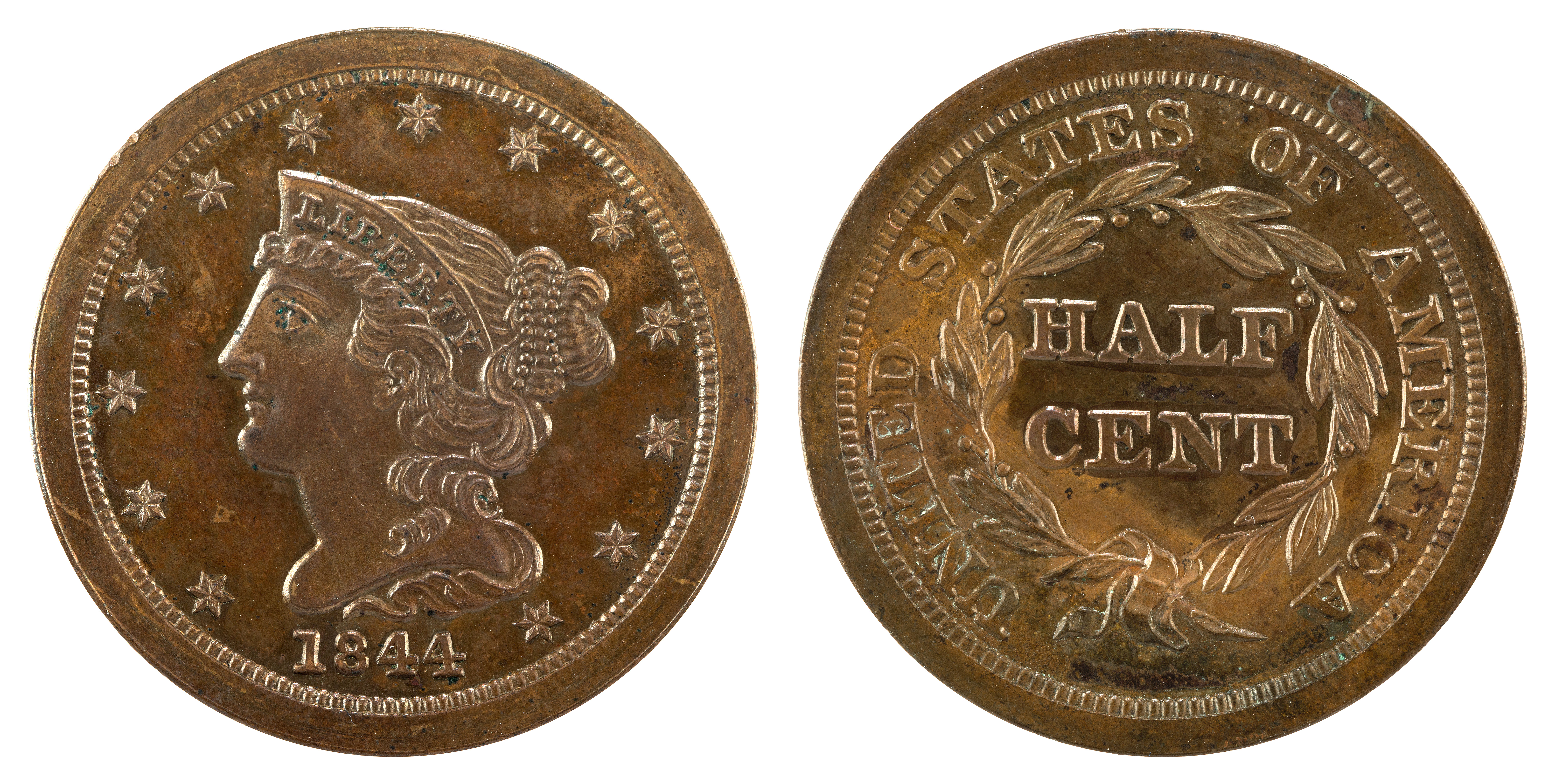
Braided Hair

- Liberty Cap z twarzą odwróconą w lewo - 1793
- Liberty cap z twarzą odwróconą w prawo - od 1794 do 1797 roku
- Draped Bust - od 1800 do 1808 roku
- Classic Head - od 1809 do 1836 roku
- Braided Hair - od 1840 do 1857 roku[4]

## Ilość wybitych monet
Liberty Cap z twarzą odwróconą w lewo
- 1793 – 35,334

Liberty cap z twarzą odwróconą w prawo
- 1794 – 81,600
- 1795 – 139,690
- 1796 – 1,390
- 1797 – 127,840

Draped Bust
- 1800 – 202,908
- 1802 – 20,266
- 1803 – 92,000
- 1804 – 1,055,312
- 1805 – 814,464
- 1806 – 356,000
- 1807 – 476,000
- 1808 – 400,000

Classic Head
- 1809 – 1,154,572
- 1810 – 215,000
- 1811 – 63,140
- 1825 – 63,000
- 1826 – 234,000
- 1828 – 606,000
- 1829 – 487,000
- 1831 – 2,200
- 1832 – 51,000
- 1833 – 103,000
- 1834 – 141,000
- 1835 – 398,000
- 1836 – tylko wersje dla kolekcjonerów

Braided Hair
- 1840 – tylko wersje dla kolekcjonerów
- 1841 – tylko wersje dla kolekcjonerów
- 1842 – tylko wersje dla kolekcjonerów
- 1843 – tylko wersje dla kolekcjonerów
- 1844 – tylko wersje dla kolekcjonerów
- 1845 – tylko wersje dla kolekcjonerów
- 1846 – tylko wersje dla kolekcjonerów
- 1847 – tylko wersje dla kolekcjonerów
- 1848 – tylko wersje dla kolekcjonerów
- 1849 – 39,864
- 1850 – 39,812
- 1851 – 147,672
- 1852 – tylko wersje dla kolekcjonerów
- 1853 – 129,694
- 1854 – 55,358
- 1855 – 56,500
- 1856 – 40,430
- 1857 – 35,180[4]